# Športski klub Slavija Osijek
Lo Športski klub Slavija Osijek, meglio noto come Slavija Osijek, fu una società calcistica con sede a Osijek, l'attuale capoluogo della regione di Osijek e della Baranja in Croazia, all'epoca parte del Regno di Jugoslavia.
Giocava in maglia bianca, pantaloncini e calzettoni neri.

## Storia
Il club viene fondato nel 1916 per disputare partite a favore della Croce rossa di Zagabria durante la prima guerra mondiale. I fondatori sono dagli allievi del "Realne gimnazije" (Ginnasio reale) di Osijek: V. Hrs, Jelačić, Gasteiger, Petelin e Andučić. Viene disputata una sola partita (6-0 contro una squadra studentesca di Zemun), poi la maggior parte dei giocatori deve arruolarsi nell'esercito e fino al 1918 non è attivo. 
Milita nei campionati della sottofederazione di Osijek (fra le due guerre il sistema calcistico nel Regno di Jugoslavia è diviso fra varie sottofederazioni le cui vincitrici competono per il titolo nel Državno prvenstvo, il campionato nazionale) e ne diviene la squadra migliore, tanto da partecipare per 7 volte al campionato nazionale: (1924, 1925, 1930, 1933, 1935, 1936 e 1937). I giocatori più famosi: F. Glaser, G. Lechner, E. Dubac e M. Adamović; i funzionari di spicco: S. Juraš, Lj. Knifer, A. Tajsl, Goldštajn, Hecht, Rožić, Rabel, Bujher e Placijaner.
Secondo alcune fonti, il club è citato con i nomi Športski đački klub Slavija, Hrvatski športski klub Slavija, Športski klub Slavija e Jugoslavenski športski klub Slavija. Quando viene fondato l'NDH (lo Stato Indipendente di Croazia) nel 1941, il club cessa di esistere e quando il regime comunista sale al potere, nel 1945, non lo ricostruisce.

## Strutture

### Stadio
Lo Slavija disputava le partite interne allo Stadion kraj Drave ("stadio vicino alla Drava) che, attualmente, ha una capienza di 1000 posti. L'impianto è stato costruito all'inizio degli anni '20, insieme al concittadino HŠK Građanski, recintato nel 1923 e con una piccola dal 1924. Il terreno fu ceduto dall'amministrazione comunale a condizione che non venissero abbattuti due alberi che crescevano in mezzo al terreno: ai giocatori non importava doverli bypassare durante il gioco.

## Palmarès

### Competizioni regionali
- Osječki nogometni podsavez: 8

1923-1924, 1924-1925, 1925-1926, 1929-1930, 1931-1932, 1935-1936, 1937-1938

## Giocatori celebri
- Franjo Glaser
- Gustav Lechner
- Ernest Dubac